# Orygocera occidentella
Orygocera occidentella is een vlinder uit de familie van de Depressariidae (Platlijfjes). Deze soort is voor het eerst wetenschappelijk beschreven als Rhozale occidentella door Pierre Viette in een publicatie uit 1968.
De soort komt voor in Madagaskar.